# اووه نوردکویست
اووه نوردکویست (انگلیسی: Owe Nordqvist; ۲۳ سپتامبر ۱۹۲۷ – ۲۶ اوت ۲۰۱۵) دوچرخه‌سوار اهل سوئد بود.